# 普雷德拉格·斯帕西奇
普雷德拉格·斯帕西奇（1965年9月28日—），塞尔维亚男子足球运动员，场上位置是后卫。他曾代表南斯拉夫国家队参加1990年国际足联世界杯，结果队伍止步八强赛。